# Valle de Ángeles
Valle de Ángeles (uit het Spaans: "Vallei van engelen") is een gemeente (gemeentecode 0826) in het departement Francisco Morazán in Honduras.
Het dorp heette eerst El Cimarrón ("Verwilderd huisdier"). In 1862 gaf broeder Juan de Jesús Zepeda het de huidige naam. Het dorp ligt in een vallei die ook Valle de Ángeles heet. Het wordt omgeven door de bergen Los Lagos, El Carrizal, Palo Hueco en Chinacla.
Valle de Ángeles wordt in het weekend veel bezocht door dagjesmensen uit Tegucigalpa. Er loopt een verharde weg vanaf de hoofdstad, die doorloopt tot aan San Juancito. Dit mijnbouwstadje maakt deel uit van de gemeente.

## Bevolking
De bevolking is als volgt verdeeld:
| Vrouwen | 8963 | 50% |
| Mannen  | 8959 | 50% |

## Dorpen
De gemeente bestaat uit zeven dorpen (aldea), waarvan de grootste qua inwoneraantal: Valle de Ángeles (code 082601) en Cerro Grande (082602).

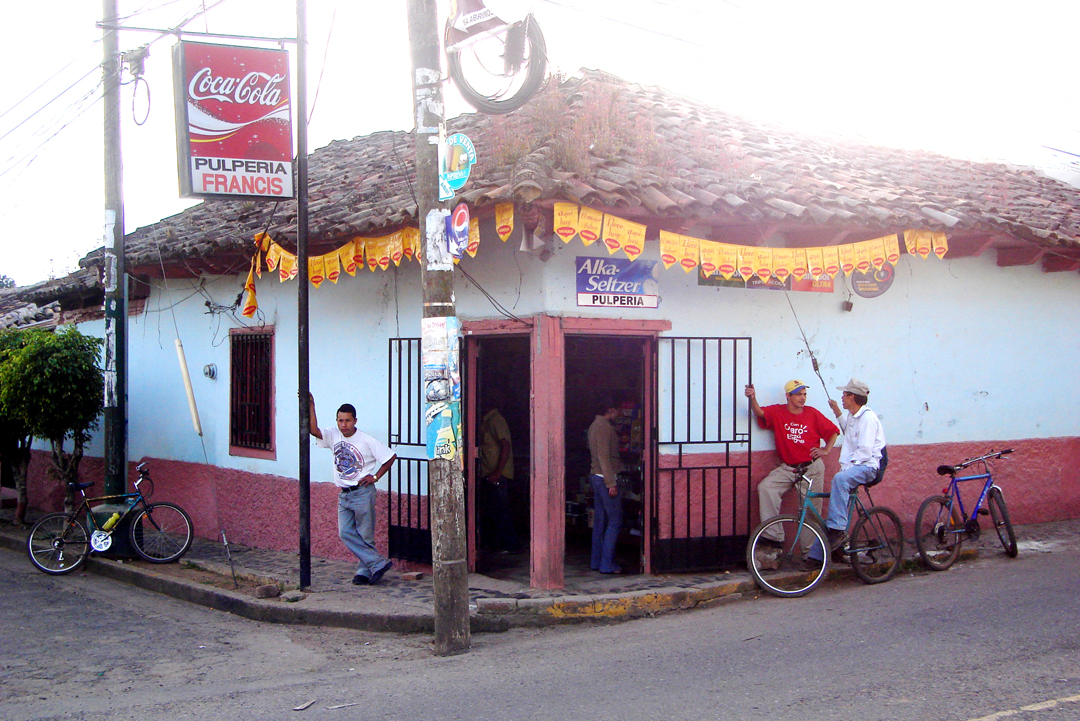
Pulpería (klein winkeltje) in Valle de Ángeles
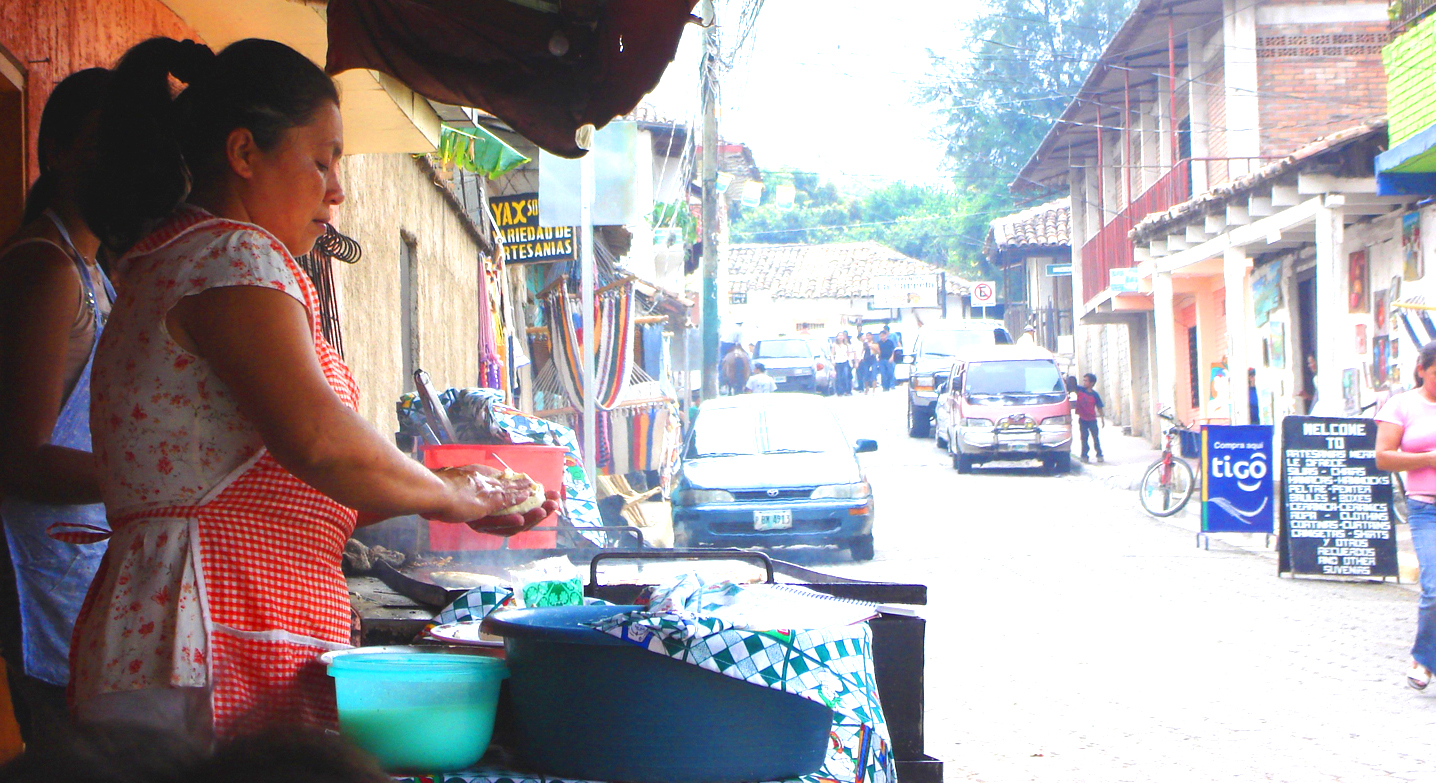
Vrouwen maken het plaatselijke gerecht pupusas op straat